# Klauwkikker
De klauwkikker (Xenopus laevis) is een kikker uit de familie tongloze kikkers (Pipidae).
Van alle soorten klauwkikkers uit het geslacht Xenopus is dit de bekendste soort. De klauwkikker wordt veel in aquaria gehouden, er worden medische proeven mee gedaan en de ontwikkeling van de eieren wordt bestudeerd door medici en genetici. De kikker werd vroeger zelfs als een primitieve zwangerschapstest gebruikt. Om verschillende redenen is de klauwkikker terechtgekomen in andere werelddelen en wordt soms als een plaag gezien.
De klauwkikker is eenvoudig te herkennen aan het afgeplatte plompe lichaam, de grote zwemvliezen aan de tenen en met name de ogen die boven op de kop gepositioneerd zijn. De kikker wordt ongeveer tien tot twaalf centimeter lang en heeft een grijze tot bruine kleur, albino's komen ook voor.
De klauwkikker leeft van nature in delen van centraal- en zuidelijk Afrika. De habitat bestaat uit moerassen en andere vochtige omgevingen die af en toe droogvallen. De kikker begraaft zich dan in de modder tot het weer regent. De larven of kikkervisjes filteren voedseldeeltjes uit het water. Ze hebben twee opvallende voelsprieten aan de voorzijde van de kop. De volwassen kikkers leven van kleine dieren en aas maar eten ook kleinere soortgenoten.

## Naamgeving

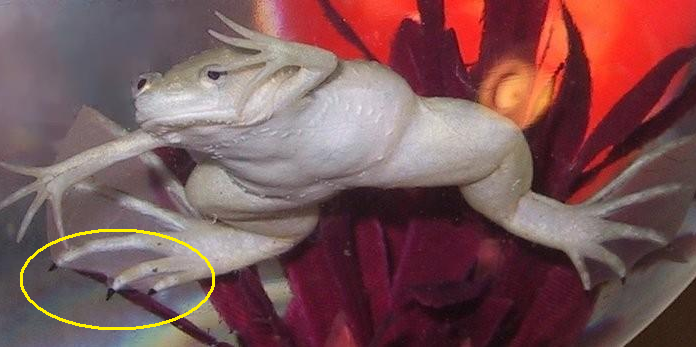
Een albino met duidelijk zichtbare zwarte klauwen.

De klauwkikker wordt ook wel beschreven onder andere Nederlandstalige namen zoals klauwpad, gewone klauwkikker, of reuzenklauwkikker. Daarnaast wordt ook de naam Afrikaanse klauwkikker wel gebruikt. Dit is een vertaling van de Engelse naam African clawed frog. In de Engelse taal wordt de kikker daarnaast ook wel African clawed toad (Afrikaanse geklauwde pad) en 'African claw-toed frog' (Afrikaanse klauwteenkikker) genoemd.
De Nederlandstalige naam klauwkikker slaat op de kleine nageltjes aan de achterpoten. Ook in andere talen wordt een dergelijke naam gebruikt zoals het Duitse krallenfrosch, het Zweedse klo(-)groda en het Deense sporefrø. In andere talen wordt verwezen naar andere lichaamskenmerken zoals de grote achterpoten, bijvoorbeeld het Zuid-Afrikaanse plathander of platanna, dat afgeleid is van 'platte handen'. In de Franse taal wordt de naam 'Xénope lisse' gebruikt, wat zoiets betekent als 'gladde klauwkikker'.
De wetenschappelijke geslachtsnaam Xenopus is een samenstelling van Oudgrieks ξένος (xenos), 'vreemd' en πούς (pous), 'voet' en slaat op de geklauwde achterpoten, aangezien klauwtjes bij andere kikkers weinig voorkomen.
De soortnaam laevis komt uit Latijn en betekent 'glad', de soortnaam slaat op de relatief gladde huid in vergelijking met andere klauwkikkers.

## Verspreiding en habitat

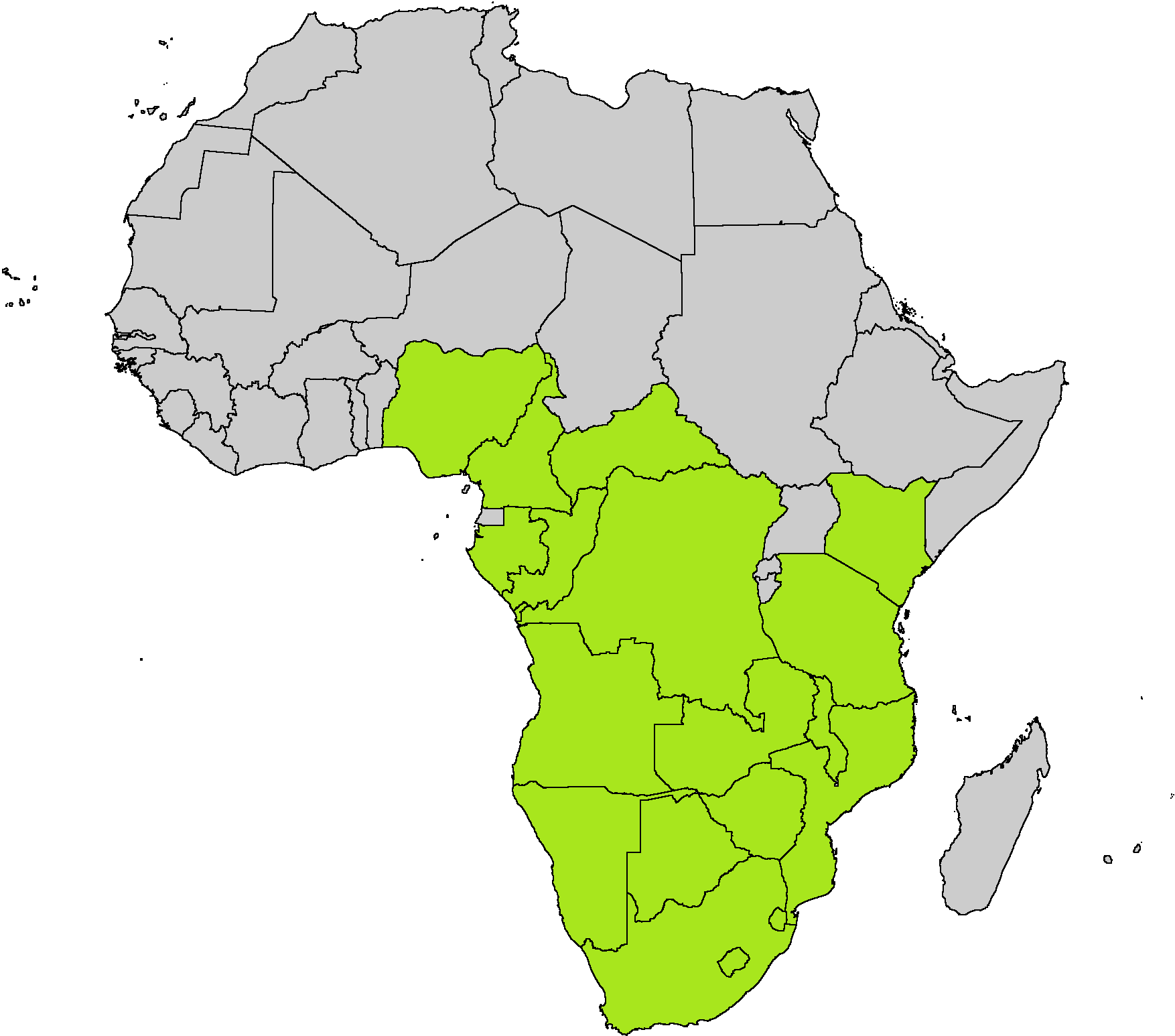
Verspreidingsgebied binnen Afrika in het groen. Alleen de landen waar de soort van nature voorkomt zijn ingekleurd en niet het exacte verspreidingsgebied.

Het natuurlijke verspreidingsgebied beperkt zich tot delen van zuidelijk Afrika. De kikker komt voor in de landen Angola, Botswana, Centraal-Afrikaanse Republiek, Congo-Brazzaville, Congo-Kinshasa, Gabon, Kameroen, Kenia, Lesotho, Malawi, Mozambique, Namibië, Nigeria, Swaziland, Tanzania, Zambia, Zimbabwe en Zuid-Afrika.
De habitat bestaat bij voorkeur uit heldere tot modderige stilstaande tot langzaam stromende wateren. De waterbodem bestaat vaak uit modder. In snelstromend water komt de klauwkikker niet voor. De kikker is geheel aquatisch en komt in principe nooit uit het water, omdat de huid anders uitdroogt en de lichaamsbouw niet geschikt is om te lopen.
In de zomer drogen in delen van het verspreidingsgebied de poelen op en begraaft de klauwkikker zich in de modder. De huid vormt dan een soort slijmlaag die niet snel uitdroogt. De klauwkikker brengt de droge tijd in een soort sluimertoestand door. Alleen als de bodem gortdroog wordt komt de kikker naar de oppervlakte op zoek naar water en kan dan springend op het land worden aangetroffen. De dieren komen meestal pas tevoorschijn na de eerste regenbuien in de lente waarna ze zich voortplanten.

## Verspreiding als (invasieve) uitheemse soort
De klauwkikker is in verschillende delen van de wereld aangetroffen als exoot in delen van Azië, Europa, Noord-Amerika en Zuid-Amerika. In veel landen waar de kikker van nature niet voorkomt wordt de soort beschouwd als een invasieve soort. Uit waarnemingen is bekend dat de klauwkikker andere amfibieën opeet of beconcurreert. In sommige landen zijn intensieve uitroeiingsprogramma's opgezet om van de klauwkikker af te komen.

### Europa
In augustus 2022 werd besloten om de klauwkikker vanaf 2024 toe te voegen aan de lijst van invasieve uitheemse soorten die zorgwekkend zijn voor de Europese Unie. Vanaf augustus 2024 geldt er dus een verbod op bezit, handel, kweek, transport en import van deze kikker, en dat in alle lidstaten van de Europese Unie. Wetenschappelijk onderzoek met deze soort kan nog, maar enkel onder strikte voorwaarden en met een toelating van de overheid.

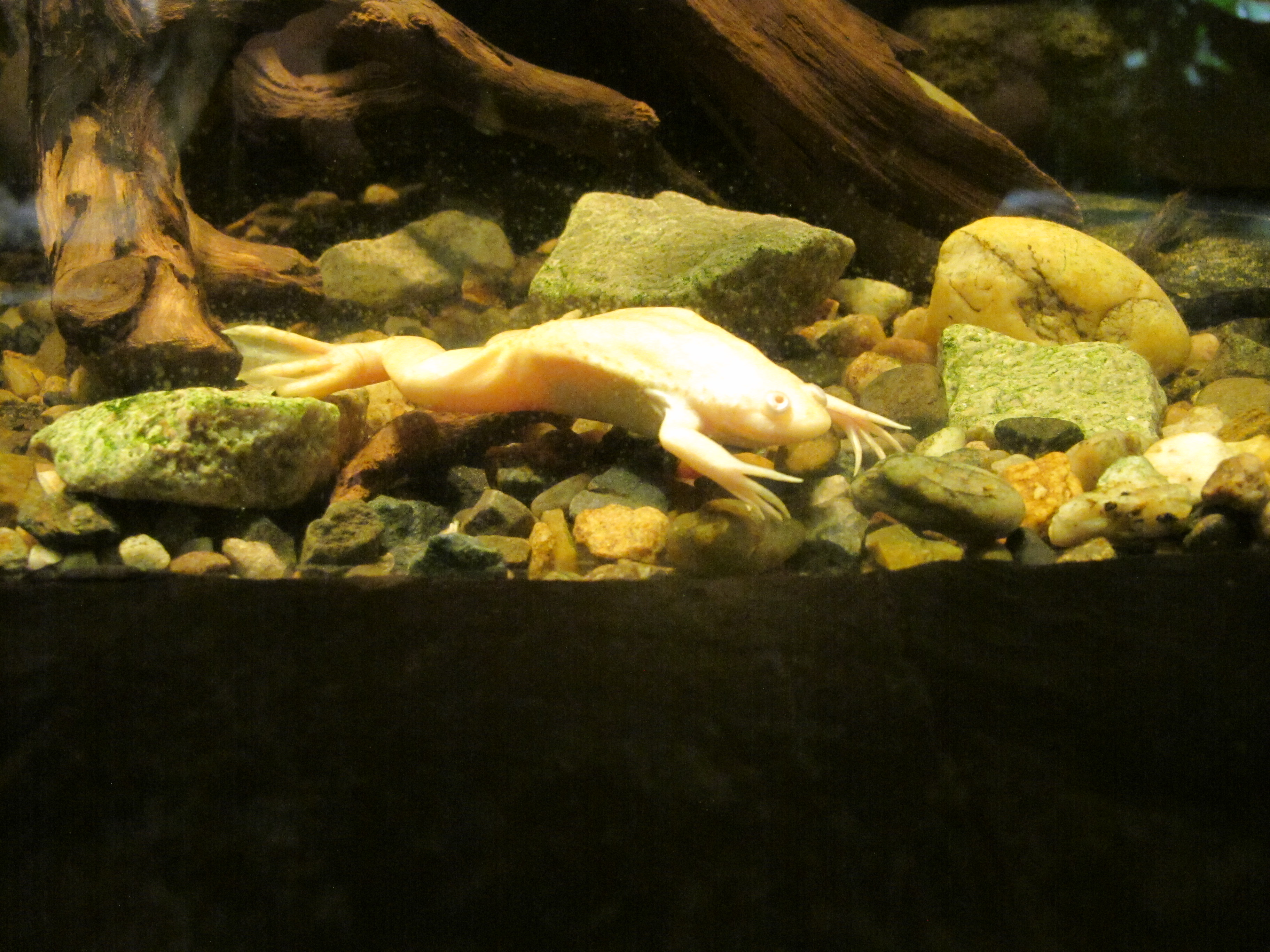
Exemplaar in een dierentuin in Tsjechië.

De klauwkikker komt van nature niet voor in noordelijke delen zoals Europa. Binnen Europa is de kikker echter aangetroffen in Groot-Brittannië in het noorden tot op Sicilië in het zuiden. In Nederland is de kikker nog nooit in het wild aangetroffen. In België was dat sinds 2022 wel het geval en heeft de overheid pogingen tot uitroeiing ondernomen.
In Frankrijk is de kikker gevonden in de departementen Deux-Sèvres en Maine-et-Loire.
In Groot-Brittannië zijn de dieren uitgezet en hebben zich gehandhaafd, ondanks het relatief koude klimaat. De eerste populaties werden in 1962 ontdekt op het eiland Wight. Later werden twee grote populaties ontdekt in Zuid-Wales in 1979. Tegenwoordig is de klauwkikker op Wight uitgestorven en zijn de populaties in Zuid-Wales veel kleiner dan voorheen.
In Italië komt de klauwkikker alleen voor op het zuidelijke eiland Sicilië. De kikker is in de jaren negentig geïntroduceerd, waarschijnlijk stammen de populaties af van ontsnapte laboratoriumdieren. Uit een onderzoek uit 2007 bleek dat de klauwkikker heeft verspreid tot een gebied van driehonderd vierkante kilometer.
In Portugal werden in 2006 populaties aangetroffen in het stadje Oeiras, ongeveer 20 kilometer ten westen van de hoofdstad Lissabon. In 2007 en 2008 werden expedities opgezet om de soort in kaart te brengen. De klauwkikker bleek aanwezig in twee riviertjes, er werden geen hoogontwikkelde larven gevonden.

### Noord-Amerika

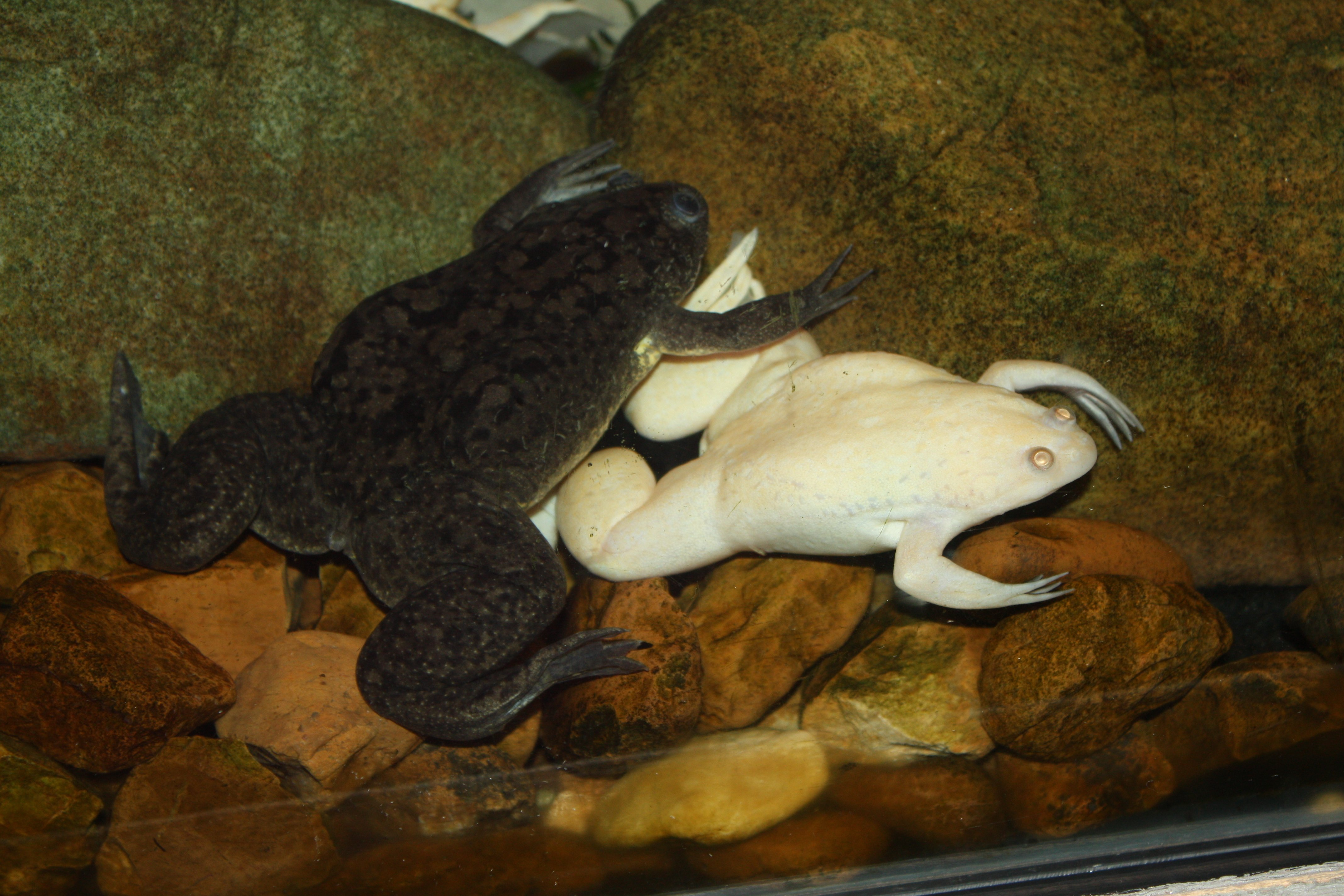
Exemplaren in Nashville Zoo, Verenigde Staten.

In Mexico komt de klauwkikker alleen voor in het extreme noordwesten in de staat staat Baja California. De kikker wordt gevonden van de Tijuanarivier in het zuiden tot noordwaarts tegen de grens van Californië.
In de Verenigde Staten werd de klauwkikker in de jaren 40 ingevoerd als zwangerschapstest, zie ook onder het kopje #Zwangerschapstest. De kikker werd echter ook populair als huisdier en ontsnapte in de natuur. Tegenwoordig zijn er alleen stabiele populaties bekend in de staten Arizona en Californië. In verschillende Amerikaanse staten is de klauwkikker bewust uitgezet maar heeft zich nog niet verspreid. In de jaren tachtig werd in de staat Virginia bijvoorbeeld een vijver ontdaan van alle exemplaren om te voorkomen dat zij zich zouden verspreiden. Ook in de staat Texas zijn weleens exemplaren aangetroffen, maar hier zijn geen zichzelf in stand houdende populaties bekend. In veel ander staten van de VS zijn er wel vermoedens van de aanwezigheid van de klauwkikker, maar er zijn geen officiële waarnemingen bekend. Voorbeelden van dergelijke staten zijn Nevada, New Mexico, Utah en Wyoming.
De kikker wordt in de Verenigde Staten in verband gebracht met de achteruitgang van de noordelijke pad (Anaxyrus boreas) binnen het areaal. Ook is waargenomen dat de klauwkikker zeldzame vissen opeet, zoals de grondel Eucyclogobius newberryi en de driedoornige stekelbaars (Gasterosteus aculeatus).
In Arizona komt de klauwkikker voor in het zuiden rond de steden Phoenix en Tucson. In Tucson is al sinds de jaren 60 een populatie bekend bij de golfbaan Arthur Pack Golf Course.
In de Amerikaanse staat Californië richt de klauwkikker veel schade aan door vissen en amfibieën op te eten en te beconcurreren. In Californië werd de soort voor het eerst in het wild waargenomen in 1968. De kikker wordt als een plaag gezien omdat het dier andere kikkers eet die van nature voorkomen maar zeldzaam zijn. Het is tegenwoordig verboden om de klauwkikker in te voeren of zelfs te bezitten in Californië. Verschillende pogingen om de kikker uit te roeien zijn mislukt, zoals het gebruik van gif, het verlagen van de grondwaterspiegel en het verzamelen en verwijderen van exemplaren uit het wild.

### Overige werelddelen
In Chili werden exemplaren van de klauwkikker in een meertje gedumpt nabij Santiago's internationale vliegveld. Sindsdien heeft de kikker zich verspreid naar andere wateren zoals meren, vijvers en afgedamde rivieren. Het verspreidingsgebied van de klauwkikker in Chili beperkt zich tot de omgeving van het vliegveld en is relatief klein.
In Indonesië zou de klauwkikker voorkomen op het eiland Java. Waarschijnlijk berust dit op een misverstand waarbij een wetenschapper het woord geïntroduceerd heeft gebruikt in plaats van het correcte geïmporteerd.
In verschillende landen verspreid over de wereld is de klauwkikker ook wel aangetroffen, maar dit betreft plaatselijk ontsnapte dieren. Hier zijn geen stabiele populaties bekend die zich langere tijd kunnen handhaven. Een voorbeeld is Israël, waar in 1996 een exemplaar werd aangetroffen in Emek Hefer. In Japan werden exemplaren gevonden in 2009 en 2012 op verschillende locaties. Dergelijke vondsten kunnen als incidenteel worden beschouwd en worden hier verder niet besproken.

## Uiterlijke kenmerken

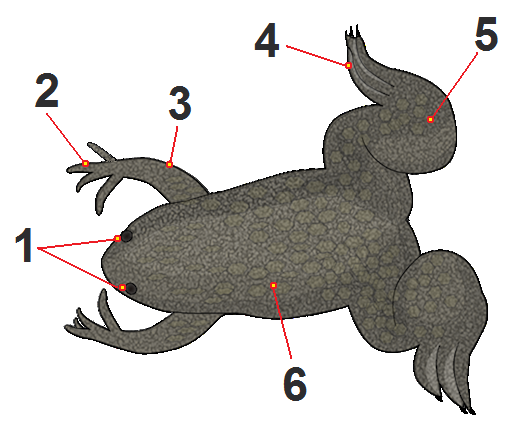
Belangrijkste kenmerken.

De klauwkikker is een opvallende soort vanwege het platte lichaam en de afwijkende kenmerken ten opzichte van andere groepen van kikkers.
De lichaamskleur is olijfgroen tot grijsbruin met op de rug vale groene vlekken en een lichtere, vaak witte buik. De voor- en achterpoten hebben een sterk verschillende configuratie. De ogen zijn duidelijk zichtbaar op de kop, de achterpoten zijn gespierd en hebben kleine klauwtjes aan de tenen.

### Kop
De ogen van de klauwkikker zijn boven op de kop gepositioneerd, in tegenstelling tot de meeste kikkers waarbij de ogen meer aan de zijkant gelegen zijn. De ogen zijn ook veel kleiner in vergelijking met de ogen van andere kikkers. De klauwkikker heeft geen oogleden en het oog heeft net als veel andere tongloze kikkers ook geen knipvlies, dit is een soort derde ooglid waarmee het oog gesloten kan worden. De pupil van de kikker is klein en rond.
Klauwkikkers hebben net zoals alle tongloze kikkers niet de beschikking over een tong. Andere kikkers hebben juist een lange, kleverige tong die snel naar buiten schiet en de prooi vangt. In de bek van de klauwkikker zijn vele zintuiglijke cellen aanwezig die voedsel proeven. Deze ontbreken juist bij andere kikkers. De smaakzintuigen spelen een belangrijkere rol bij het zoeken naar voedsel dan de ogen, terwijl de meeste kikkers juist echte zichtjagers zijn.
De mannetjes van de klauwkikker hebben geen kwaakblaas zoals bij de meeste kikkers het geval is. De klauwkikker heeft geen uitwendig trommelvlies, het trommelvlies of tympanum is bij veel andere kikkers juist prominent aanwezig. De klauwkikker is wel in staat om geluiden waar te nemen.

### Lichaam
De klauwkikker heeft een afgeplat, peer-vormig lichaam. De huid is glad en draagt geen kleine wratjes zoals sommige verwante tongloze kikkers. De lichaamskleur is groenachtig tot bruin of grijs, op de rugzijde is een niet altijd even duidelijke, netachtige tekening te zien. De klauwkikker is net als veel andere kikkers in staat om van kleur te veranderen. Als een exemplaar in een aquarium met zwart gekleurd glas wordt geplaatst kleurt het zeer donker. Als het dier in een aquarium met wit gekleurd glas wordt geplaatst verandert de lichaamskleur naar geelwit en als het glas van een vlekkenmotief wordt voorzien vertoont de kikker een duidelijke lichaamstekening.
De meeste klauwkikkers blijven klein en worden nooit langer dan 10 centimeter. De mannetjes van de klauwkikker worden gemiddeld 4,5 tot 9,7 centimeter lang en de grotere vrouwtjes kunnen 5,7 tot 14,7 centimeter lang worden. De mannetjes bereiken een lichaamsgewicht van ongeveer 60 gram, de vrouwtjes worden ongeveer 200 gram zwaar.
De klauwkikker heeft op iedere flank en aan de onderzijde een rij opvallende structuren die nog het meest lijken op een flinke hechting van witte "stikseldraadjes". Deze organen zijn vergelijkbaar met die van een zijlijn van vissen, dit een rij tastzintuigjes op de zijkant van een vis. Deze zintuigjes bevatten zintuiglijke cellen waarmee de kikker trillingen in het water kan waarnemen. Hierdoor kan de klauwkikker ook in modderig en troebel water prooien waarnemen en vijanden ontwijken.
Vrouwtjes zijn van de mannetjes te onderscheiden doordat ze gemiddeld groter worden. Daarnaast hebben vrouwtjes duidelijk zichtbare cloacalippen, vooral bij de grotere vrouwtjes zijn deze goed te zien als een soort buisje aan de achterzijde.

### Poten

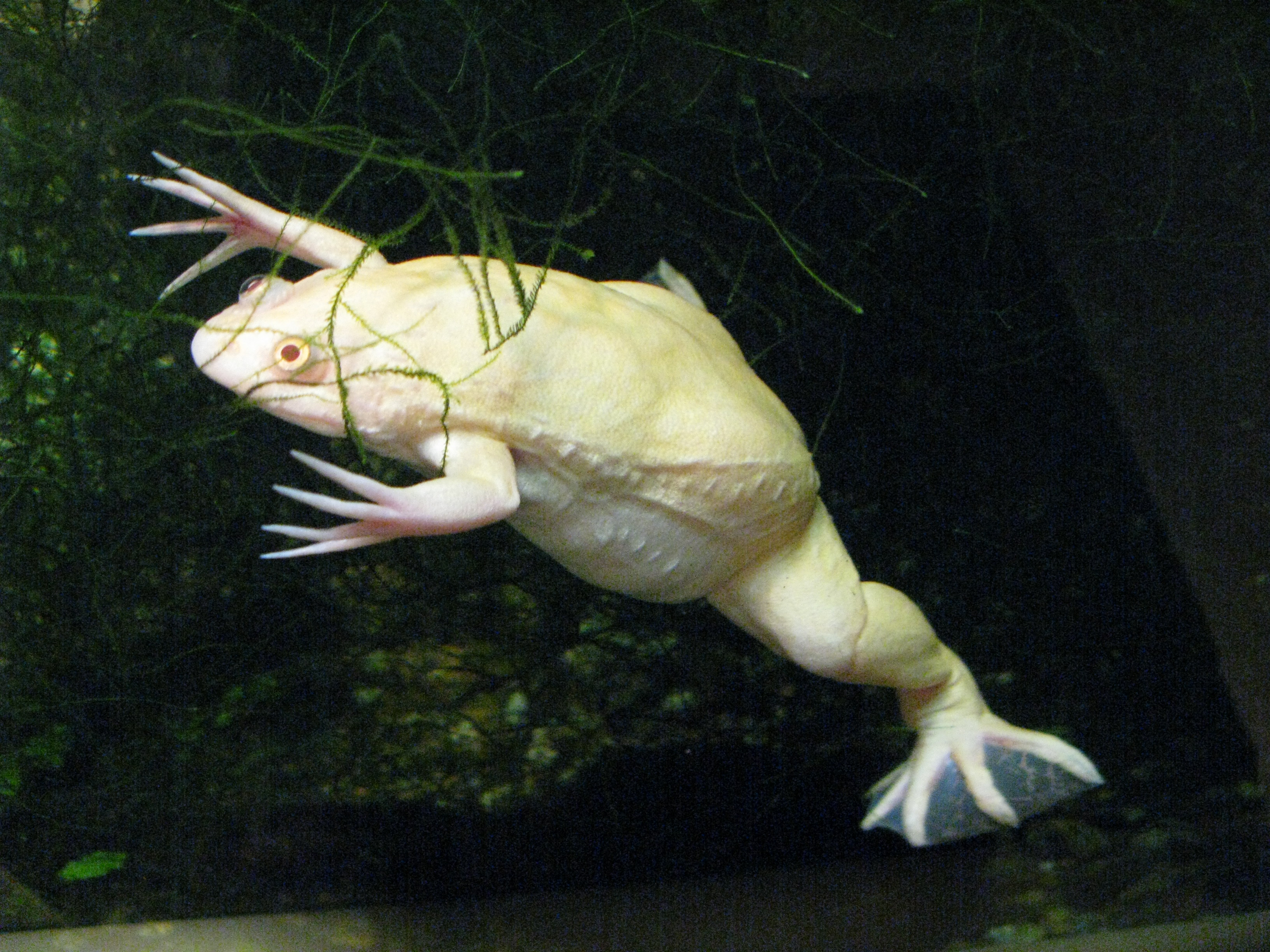
Op deze afbeelding van een albino is de configuratie van de poten goed te zien.

De klauwkikker is een zeer goede zwemmer dankzij de grote zwemvliezen aan de achterpoten. Ook de voorpoten worden gebruikt om mee te zwemmen, ze worden gebruikt als roer. Dit is niet gebruikelijk bij kikkers want meestal worden de voorpoten tegen het lichaam gedrukt tijdens het snel zwemmen, ook bij de waterminnende groene kikkers die ook in België en Nederland voorkomen. De klauwkikker kan zelfs achteruit zwemmen door de achterpoten snel naar voren te bewegen. Dit doet het dier alleen bij bedreiging om aan een belager te ontsnappen.
De achterpoten dragen ieder vijf tenen, aan het uiteinde van de binnenste drie tenen zijn kleine nageltjes aanwezig die gebruikt worden om zich vast te ankeren aan onderwaterobjecten. De buitenste twee tenen dragen nooit van dergelijke klauwtjes.
De achterpoten worden ook gebruikt op de bodem te beroeren bij het zoeken naar voedsel. Soms worden de achterpoten gebruikt om het voedsel in de bek te duwen en met de nagels kan het voedsel aan kleinere stukken worden gescheurd. De nagels worden waarschijnlijk ook gebruikt ter verdediging, als een klauwkikker wordt opgepakt kan deze de huid beschadigen. Ten slotte worden de achterpoten gebruikt om een wolk van modder op de bodem in het water te brengen zodat de kikker beter kan vluchten.
De voorpoten zien er heel anders uit dan de achterpoten. De voorpoten dragen beide vier zeer spitse vingers die niet voorzien zijn van een zwemvlies en ook geen klauwtjes dragen. De vingers zijn zeer tastgevoelig en worden gebruikt om prooien te vinden. De vingers kunnen ook voedsel oppakken zoals regenwormen en in de mond brengen. Omdat een klauwkikker geen tong heeft moet de prooi met de voorpoten in de keel worden geduwd, en een kikker die met de handen eet is een opmerkelijk gezicht. Het mannetje ontwikkelt in de paartijd klein paarkussentjes op de eerste drie vingers van de voorpoten. Deze zijn donker van kleur en dienen om een vrouwtje beter vast te houden tijdens de amplexus. Ook op de voorarmen verschijnen dergelijke kussentjes.

### Onderscheid met andere soorten

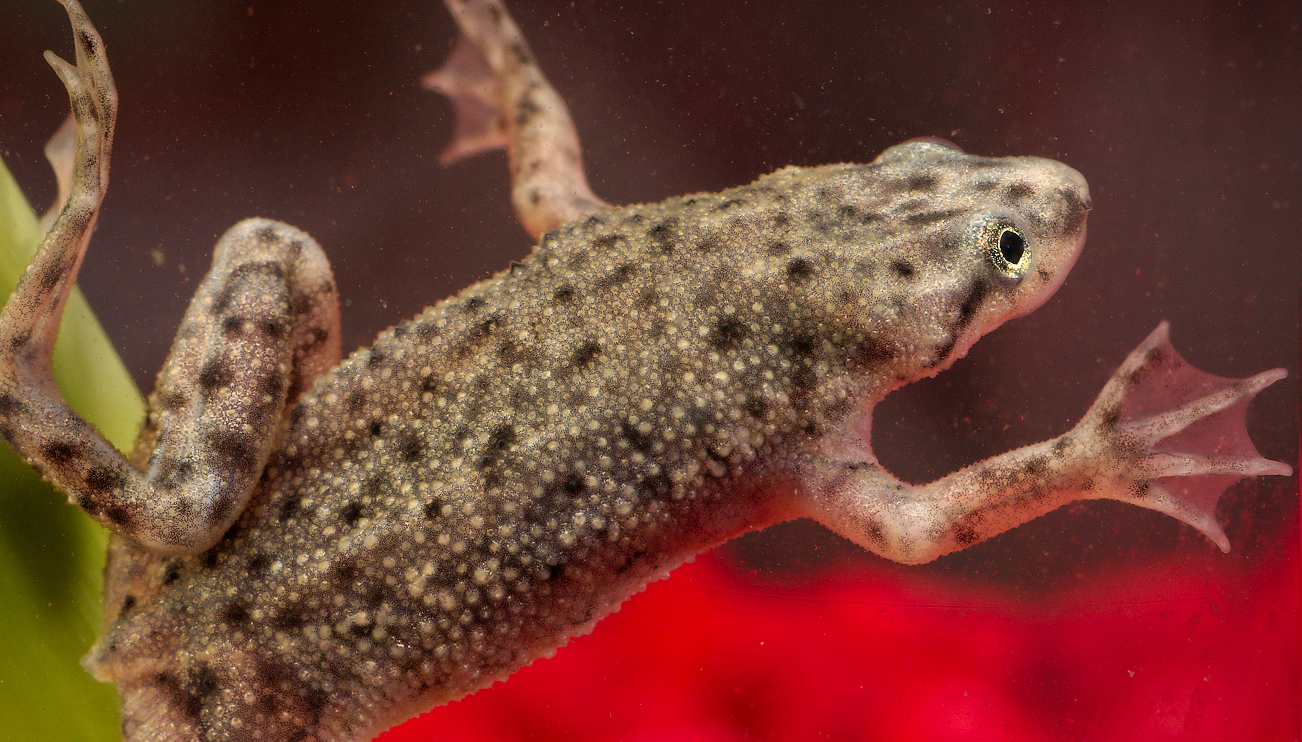
Dwergklauwkikker: ruwe huid en vingervliezen.

Van de vier soorten uit het geslacht van de dwergklauwkikkers (Hymenochirus) is de klauwkikker makkelijk te onderscheiden doordat dwergklauwkikkers aanmerkelijk kleiner blijven.
Daarnaast hebben dwergklauwkikkers een huid die bedekt is met kleine korrelige insluitsels, de klauwkikker heeft een gladde huid. De dwergklauwkikkers hebben ten slotte zwemvliezen aan zowel de tenen als de vingers en niet alleen aan de tenen zoals de klauwkikker.
Met andere soorten klauwkikkers is het onderscheid lastiger. De Keniaanse klauwkikker (Xenopus borealis) is meestal duidelijk donker gevlekt.
Veel soorten zijn te herkennen aan de vindplaats. De soort Xenopus lenduensis komt endemisch voor in Congo, Xenopus longipes is alleen te vinden in Kameroen. De soort Xenopus gilli komt uitsluitend voor in Zuid-Afrika en de Keniaanse klauwkikker is alleen te vinden in Tanzania en Kenia. De combinatie van de onderling verschillende verspreidingsgebieden en

## Levenswijze
De klauwkikker bevindt zich meestal op de bodem van het water als er gerust wordt. De klauwkikker is sterk aangepast aan verschillende omstandigheden, zoals een woestijnachtig klimaat of juist in bevroren water. Ook water dat voor 40 procent uit zeewater bestaat wordt getolereerd. De klauwkikker kan tot acht maanden zonder voedsel als de omstandigheden tegenzitten, zoals een hete zomer of een droge winter. De kikker houdt gedurende deze periode een aevestatie onder de grond. De temperatuurtolerantie is groot en loopt uiteen van 15 tot 35 graden Celsius. De ideale temperatuur is ongeveer 22 tot 25 graden. De klauwkikker heeft tevens een hoge tolerantie betreft de zuurgraad van het water. De aanwezigheid van metaalionen is echter schadelijk voor de kikker.
Net als alle reptielen en amfibieën moet de klauwkikker af en toe vervellen. Hierbij wordt de oude huid afgeworpen waarbij reeds een nieuwe huid aanwezig.De klauwkikker eet de oude huid in de regel op, wat ook veel andere kikkers doen. In de natuur schuurt de kikker zijn oude huid af door het lichaam langs rietstengels te wrijven. Ook e klauwtjes aan de eerste drie tenen worden gebruikt bij het afstropen van de huid. Van in gevangenschap gehouden exemplaren is bekend dat de vervelling niet geheel vlekkeloos verloopt en de dieren kunnen hierdoor beschadigd raken.

### Voedsel en vijanden

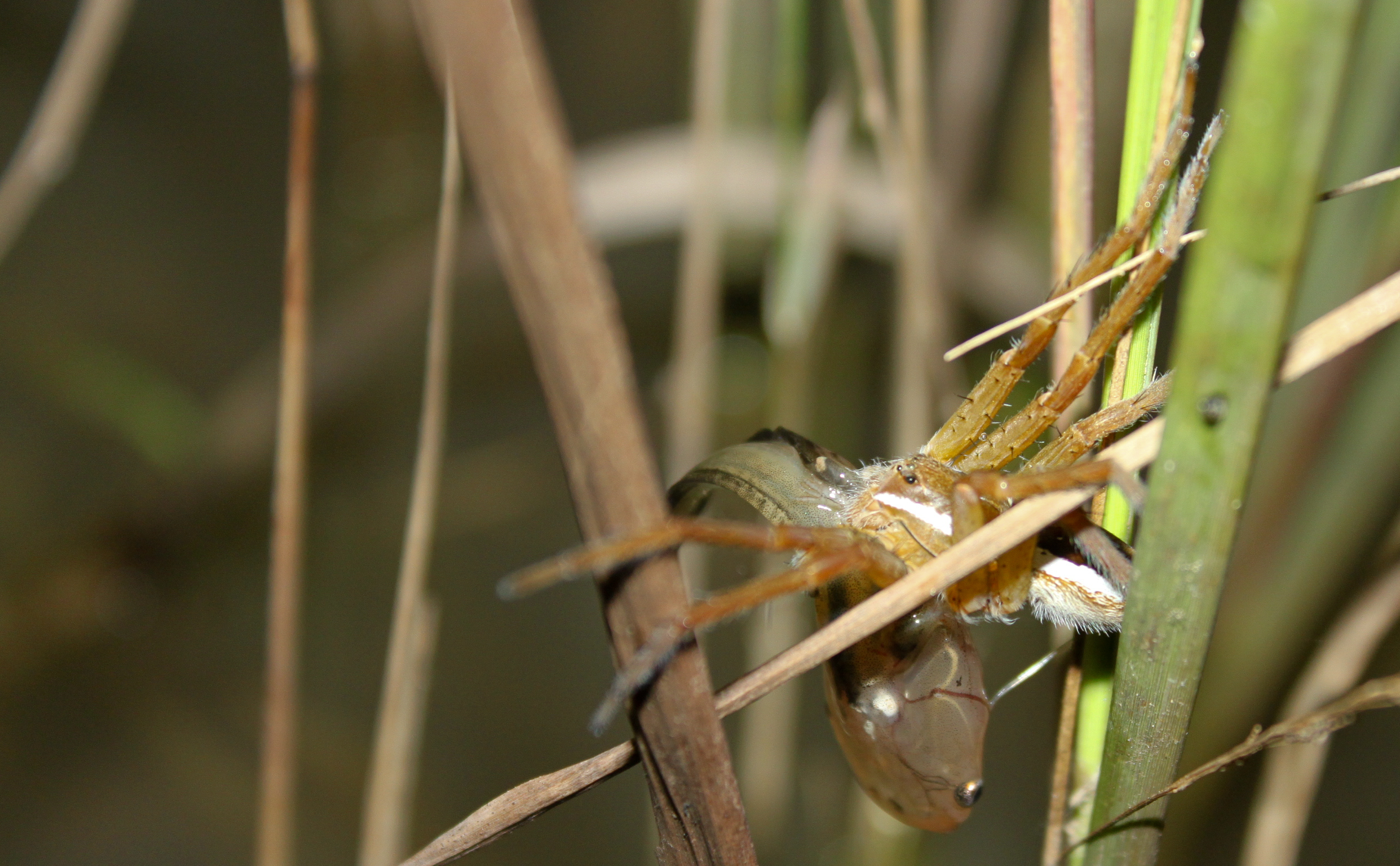
Een spin met een buitgemaakt kikkervisje van een onbekende klauwkikker, Kameroen.

Op het menu staan vooral kleine dieren zoals insecten en de larven, kleine kreeftjes, slakjes, kleine tweekleppigen en kleine dieren. Een belangrijk deel van het menu bestaat uit aas, zoals dode vogels, vissen en kleine zoogdieren.
Grotere prooien worden met de vingers vastgehouden en in de mond geduwd. Kleinere dieren zoals insectenlarven worden door de vingers als het ware de bek in gewaaierd. De klauwkikker staat bekend als een onverzadigbaar dier dat vele prooidieren eet.
Een groot deel van het menu bestaat uit de larven en de eieren van muggen. De klauwkikker kan beschouwd worden als een belangrijke verdelger van deze insecten die jaarlijks miljoenen mensen besmetten met ziektes. Met name in het natte seizoen, als de kikkers uit hun zomerslaap ontwaken, zijn ze erg hongerig omdat de lichaamsreserves zijn uitgeput. Het natte seizoen is ook het jaargetijde waarin muggen massaal hun eieren afzetten. De klauwkikker is in deze tijd verantwoordelijk voor een sterke reductie van het aantal muggen door de eieren en larven te eten.
Ook andere soorten kikkers worden in één keer doorgeslikt, dit maakt de klauwkikker in veel streken waar het dier is uitgezet tot een schadelijke soort. Bij de klauwkikker is ook sterke drang tot kannibalisme bekend, zowel kleinere soortgenoten als de eigen eieren en larven worden regelmatig gegeten. Van in gevangenschap gehouden exemplaren is bekend dat een koppeltje klauwkikkers na de afzet van de eieren direct begint met het opeten ervan. Bij de klauwkikker is het zelfs een overlevingsstrategie om de eigen larven als voedsel te nuttigen. Het eten van de eigen larven heeft als voordeel dat een periode van voedselschaarste kan worden overbrugd. Daarnaast kunnen nieuw ontstane wateren snel worden gekoloniseerd doordat de klauwkikker wel voedsel kan vinden (de eigen eieren en larven) terwijl andere kikkers -die geen eieren en larven eten- door het gebrek aan geschikte prooien moeten wegtrekken.
De klauwkikker heeft verschillende vijanden, zoals roofvogels, rovende vissen, krokodilachtigen en schildpadden. De kikkervisjes worden buitgemaakt door een breed scala aan predatoren en zelfs waterinsecten eten de larven van de klauwkikker.
Naast vijanden heeft de klauwkikker ook te lijden onder verschillende parasieten. Omdat de kikker zelf zo gemakkelijk te bestuderen is, zijn de parasieten die op het amfibie leven eveneens goed onderzocht. Een bekende endoparasiet van de klauwkikker -dus een parasiet die in het lichaam leeft- is de platworm Protopolystoma xenopodis. Deze worm dringt in een juveniel stadium de cloaca-opening van de vrouwelijke kikkers binnen en vestigt zich in de urineblaas.
De volwassen kikker zal proberen te vluchten als het dier in het water wordt aangevallen. De klauwkikker kan ook achteruit zwemmen om te ontkomen aan vijanden en gebruikt de achterpoten om de modder op de bodem te laten opdwarrelen zodat een sterk gezichtsbelemmerende modderwolk in het water ontstaat waarin de kikker tracht te ontsnappen.

### Voortplanting en ontwikkeling
| Ei     |
| Embryo |

De regentijd luidt de voortplantingstijd in, de mannetjes gaan dan in de ochtend en de avond kwaken om vrouwtjes te lokken. Mannetjes hebben geen kwaakblaas maar gebruiken spieren rond het strottenhoofd om geluiden te maken.
De lokroep van mannetjeskikkers verschilt per soort. De lokroep van de klauwkikker bestaat uit een tweedelig trillend geluid dat ongeveer een halve seconde duurt en tot 100 keer per minuut herhaald kan worden. Het mannetje van de klauwkikker heeft geen kwaakblaas zoals veel andere kikker. Een ander verschil is dat de mannetjes niet boven water kwaken, maar onderwater. Op het land is het kwaakgeluid nauwelijks te horen. Het vrouwtje zal als ze geen interesse heeft een zacht tikkend geluid laten horen en als ze wel geïnteresseerd is maakt ze een wat harder, bonzend geluid.
Als een mannetje een vrouwtje heeft gevonden springt hij op haar en houdt haar stevig vast. Deze zogenaamde paargreep wordt wel amplexus genoemd en het mannetje wacht af tot zij haar eieren afzet zodat hij ze kan bevruchten. Bij de meeste kikkers omklemmen de mannetjes altijd de oksels van de voorpoten van de vrouwtjes, dit wordt wel een axillaire amplexus genoemd. Bij de klauwkikker is sprake van een lumbaire amplexus, het mannetje grijpt het vrouwtje altijd vast bij haar liezen. De klauwkikker kent geen paringsdans zoals van andere tongloze kikkers bekend is. Tijdens de paring zwemen de dieren vlak boven de waterbodem.
De vrouwtjes zetten uiteindelijk 500 tot 2000 eieren af, de eieren zijn relatief klein en zijn ongeveer 1 millimeter in doorsnede. Het oppervlak is kleverig en de eitjes blijven aan de waterplanten plakken. De klauwkikker kent geen enkele vorm van broedzorg zoals verwante soorten als de pipa. Na ongeveer een week komen de eieren uit en komen de kikkervisjes tevoorschijn. Bij gunstige omstandigheden kunnen de larven al na twee tot drie dagen tevoorschijn komen. De larven leven de eerste week nog van hun dooiervoorraad en bewegen zich niet. Ze hebben nog geen functionele mond en drijven aan het wateroppervlak.

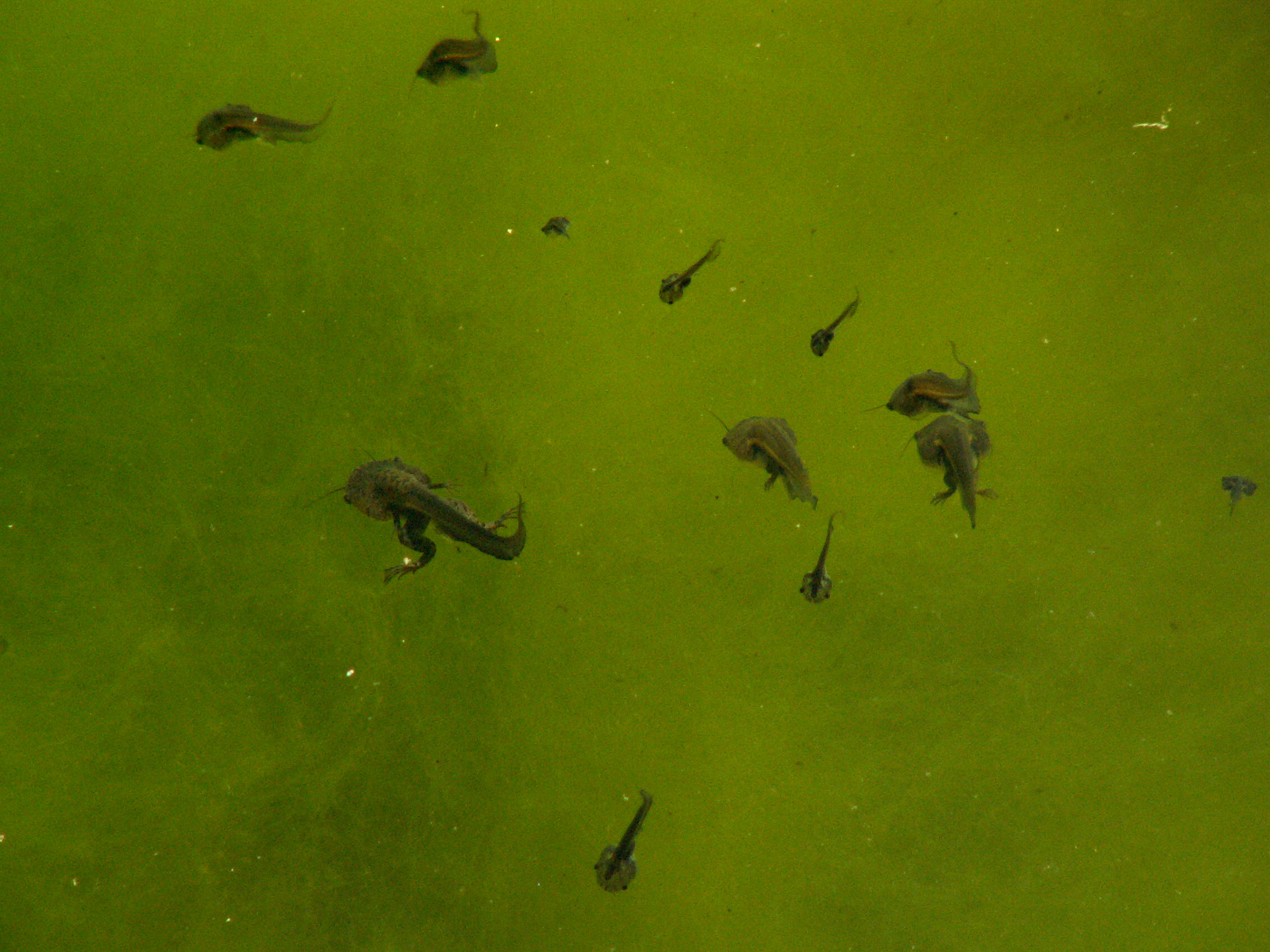
Larven in een vijver

De kikkervisjes worden tot enkele centimeters lang en hebben een grotendeels doorzichtig, glasachtig lichaam. De kop is opvallend breed en de larven hebben lange voeldraden op de kop wat ze een meervalachtig uiterlijk geeft. Deze duidelijk zichtbare voelsprieten worden vermoedelijk gebruikt om de bodem van het water te kunnen voelen. De larven zwemmen met hun kop iets naar beneden gericht boven het bodemoppervlak. Terwijl ze zwemmen wordt het uiteinde van de staart zo heen en weer gezwiept dat deeltjes op de bodem omhoog worden gewerveld. De staart is lang en dun, het uiteinde van de staart is draad-achtig. De larven schrapen geen algen af zoals de meeste ander kikkervisjes, maar filteren hun voedsel uit het water. Ze zuigen water naar binnen in de mond en de voedseldeeltjes blijven achter terwijl het water door spleetachtige openingen achter de kop verdwijnt. Ze eten zeer kleine deeltjes tot ter grootte van een virus.
De larven hebben ongeveer twee maanden nodig voor hun ontwikkeling, aan het einde van het larvestadium vindt de metamorfose plaats. Dan zijn de pootjes volgroeid en wordt het weefsel van de staart door het lichaam opgenomen. Het duurt nog tien tot twaalf maanden eer de kleine kikkertjes volwassen zijn. In het wild kan de klauwkikker een leeftijd van 15 tot 16 jaar bereiken. Van in gevangenschap gehouden dieren is bekend dat ze tot 20 jaar oud kunnen worden.

## Relatie met de mens
De klauwkikker wordt door mens onderzocht op verschillende eigenschappen zoals de embryonale ontwikkeling en verbindingen in de huid. De kikker werd vroeger als zwangerschapstest gebruikt. Daarnaast is de kikker een erg populair exotisch huisdier en wordt over de gehele wereld aangeboden.
De klauwkikker leeft in vaak door microben vervuilde omgevingen en de huid maakt verbindingen aan die pathogenen weren. Uit de huid van de klauwkikker zijn diverse stoffen gewonnen die getest worden als medicijn. Een voorbeeld zijn de zogenaamde magaininen, deze verbindingen zijn schimmel- virus- en bacteriewerend en doden ook parasieten.

### Zwangerschapstest
In 1928 werd in een laboratorium een zwangerschapstest ontwikkeld die zekerheid kon geven over een vroeg stadium van zwangerschap bij de mens. Hierbij werd urine van een vrouw ingespoten bij een vrouwelijke muis. Deze werden na enige tijd gedood waarna de eierstokken werden bestudeerd. Als de urine van een zwangere vrouw afkomstig was werden er specifieke veranderingen waargenomen in de eierstokken van de muis. Hoewel de test betrouwbaar was duurde het minstens vijf dagen voordat de muizen konden worden gedood. Later werden konijnen in eenzelfde test gebruikt, deze vertoonden na twee dagen al veranderingen in de eierstokken waardoor ze eerder konden worden gedood en bestudeerd.
Wetenschappers uit Zuid-Afrika waren de eersten die eenzelfde test ontwikkelden maar dan bij de klauwkikker. Deze reageert op urine van een zwangere vrouw door na vijf tot achttien uur eieren af te zetten. Dit is niet alleen twee keer zo snel maar bovendien hoeft de kikker niet te worden afgemaakt en kan telkens opnieuw worden gebruikt. Sinds deze ontdekking is de klauwkikker de gehele wereld over geëxporteerd om als zwangerschapstest te worden gebruikt. Deze 'kikkertest' was nooit honderd procent betrouwbaar. Er is een geval bekend van een vrouw uit Chicago die in een restaurant pittig had gegeten en waarvan de volgende dag de urinetest werd afgenomen. De kikkers die werden geïnjecteerd bleken korte tijd later allemaal te zijn overleden.
Later werd ook van andere kikkersoorten bekend dat ze deze fysieke reactie vertoonden als ze werden ingespoten met de urine van een zwangere vrouw. Tegenwoordig is de klauwkikker in onbruik geraakt als zwangerschapstest door verbeterde technieken.

### In gevangenschap

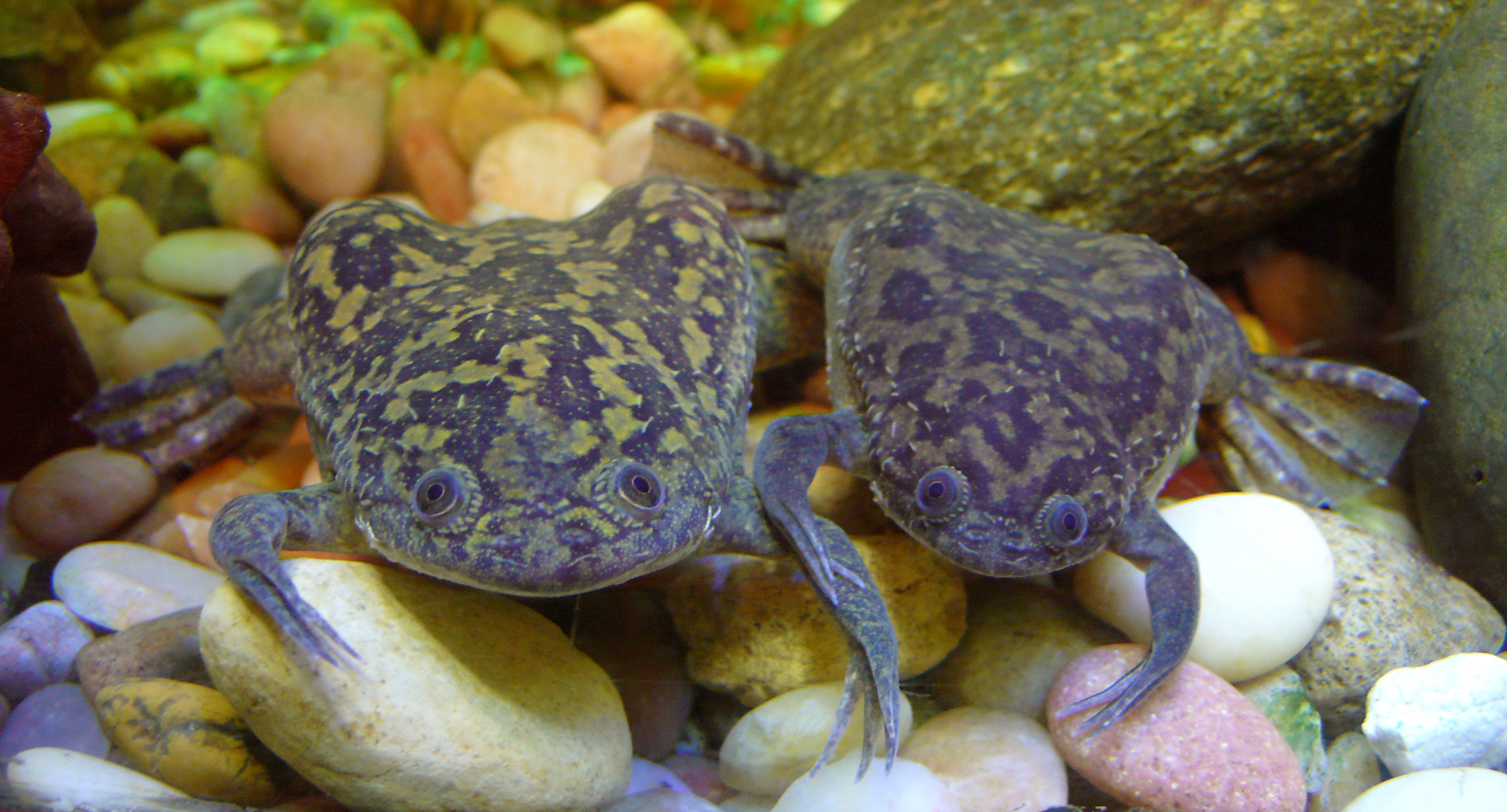
Een koppeltje in een aquarium.

De soort is populair in aquaria, maar omdat de enorme benodigde leefruimte per dier vaak wordt onderschat worden veel in gevangenschap gehouden exemplaren niet erg oud. Bovendien is het een nachtactieve soort die alleen tevoorschijn komt als het geheel donker is. Vaak worden albino's aangeboden vanwege hun opvallende kleur. In het wild komen overigens ook regelmatig albino's voor.
De dieren kunnen het best in een aquarium worden gehouden met een waterdiepte van ongeveer 13 tot 15 centimeter. De grootte van de bak moet minimaal ongeveer 75 bij 30 en 40 centimeter hoog zijn voor een koppeltje. De bak moet ook een deksel hebben aangezien de kikker anders gemakkelijk ontsnapt. De ideale watertemperatuur is 20 tot 25,5 graden Celsius. Er zijn weinig geschikte waterplanten om het aquarium mee in te richten aangezien de kikkers deze omwoelen. Drijvende planten zijn meer geschikt, of planten op een landgedeelte waar de kikkers niet bij komen.
De kikker heeft veel voedsel nodig en moet dagelijks gevoerd worden. Voedsel dat niet wordt opgegeten dient te worden weggehaald anders raakt het water vervuild. Omdat de klauwkikker permanent in het water leeft is het bepoederen van het voedsel met supplementen zoals kalk lastig omdat dit van het voer loskomt en in het water terechtkomt. Aangeraden wordt rauw vlees te 'marineren' met supplementen en dit te voeren. Geschikt basisvoedsel bestaat uit regenwormen, Tubifex, rode muggenlarven en andere waterinsecten en watervlooien. Van de klauwkikker is bekend dat het dier onthoud wanneer het gevoerd wordt en zit na enige tijd te wachten op voedsel. De klauwkikker kan beter niet met andere dieren zoals vissen worden gehouden aangezien deze niet lang overleven. Zelfs kleinere kikkers zullen worden opgegeten. Als de vrouwtjes eieren hebben afgezet dienen deze zo snel mogelijk te worden verwijderd want ook het eigen nageslacht wordt als voedsel beschouwd.
De larven zijn ook lastig te voeden aangezien ze kleine plantjes en diertjes eten die in het water zweven. Ze kunnen gevoerd worden met kleine eencellige diertjes, fijn gemalen visvoer of eierdooier in poedervorm. Als de aangeboden voedseldeeltjes te grof zijn kunnen de larven hierin stikken.
Om de voortplanting te stimuleren kan de water temperatuur worden verlaagd tot ongeveer 20 graden gedurende enkele weken. Vervolgens wordt de watertemperatuur verhoogd tot 28 graden en de waterstand wordt verlaagd tot ongeveer tien cm gedurende ongeveer een week. Vervolgens wordt de waterstand weer verhoogd naar de oorspronkelijke hoogte door relatief koud water toe te voegen van ongeveer tien graden.

### Modelorganisme
De klauwkikker is een veel gebruikt modelorganisme binnen verschillende takken van de biologie. De kikker was het eerste gewervelde dier dat ooit werd gekloond, deze gebeurtenis vond plaats in 1958 en werd uitgevoerd door de biologen John Gurdon, Tom Elsdale en Michael Fischberg.
Een expert op het gebied van het gedrag van de klauwkikker in het wild is Elizabeth Deuchar. Naast de klauwkikker wordt ook de Nigeriaanse klauwkikker (Xenopus tropicalis) veel gebruikt. De klauwkikker wordt met een lichaamslengte van ongeveer tien centimeter langer dan de Nigeriaanse klauwkikker die ongeveer vier tot vijf cm lang wordt. Verder lijken deze soorten uiterlijk veel op elkaar.
De klauwkikker kan na ongeveer 2 jaar eitjes afzetten, en zet 300-1000 eitjes af per keer. De Nigeriaanse klauwkikker is na ongeveer 4 maanden volwassen en produceert 1000-3000 eitjes per keer. De klauwkikker heeft een allotetraploïd genoom, terwijl de Nigeriaanse klauwkikker een diploïd genoom heeft, waarvan de sequentie bekend is. Deze verschillende eigenschappen maken dat de Nigeriaanse klauwkikker geschikter is voor veel genetische studies.

#### Oöcyten

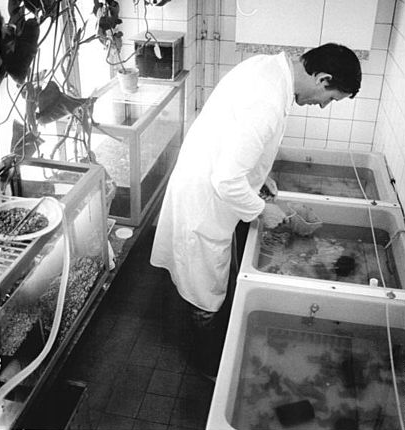
Wetenschappelijk medewerker Dr. Peter Schmaf van het Carl-Ludwig-Institut aan de Universiteit Leipzig voert de klauwkikkers.

De klauwkikker wordt vooral veel gebruikt vanwege zijn oöcyten, die tijdens de maturatie (rijping) uitgroeien tot de eitjes. De oöcyten van de Xenopus laevis worden tijdens de maturatie 1000-1200 micrometer in doorsnede en zijn dus duidelijk zichtbaar voor het oog. Daarmee is de oöcyt van de klauwkikker een van de grootste celtypen die bekend zijn. Ter vergelijking: een menselijke oöcyt heeft een doorsnede van ongeveer 100 micrometer, en een normale dierlijke cel is ongeveer 15 micrometer in doorsnede. De oöcyt van de Nigeriaanse klauwkikker wordt ongeveer 500 micrometer in doorsnede.
Tijdens de maturatie worden de oöcyten gepolariseerd. Deze polarisatie is met het oog zichtbaar: de oöcyt heeft een duidelijk gescheiden wit en zwart gedeelte. In het zwarte gedeelte bevindt zich onder andere het genetisch materiaal. Het witte gedeelte is gevuld met eiwit.
De oöcyten zijn zeer robuust en daardoor geschikt voor invasieve technieken zoals microinjectie en patch-clamping.
Bij microinjectie worden met behulp van een zeer dunne naald stoffen in de oöcyt geïnjecteerd. Deze techniek wordt bijvoorbeeld gebruikt om RNA te injecteren. Xenopus oöcyten zijn namelijk, in tegenstelling tot andere celtypen, in staat om vreemd RNA efficiënt tot expressie te brengen, of in te bouwen in het DNA. Nadat de oöcyten geactiveerd zijn, kan micro-injectie ook gebruikt worden voor fertilisatie. Ook na de bevruchting, tijdens de eerste embryonale stadia, wordt microinjectie gebruikt, vaak met het doel om een gen te inactiveren in een specifiek gedeelte van de embryo. Zo kunnen de functies van bepaalde genen worden bepaald.
Bij patch-clamping worden elektroden over de celmembraan van de oöcyt geplaatst. Zo kunnen elektrofysiologische experimenten worden uitgevoerd. De zogenaamde calcium-waves zijn op deze wijze uitgebreid bestudeerd.
Ten slotte worden oöcyten van klauwkikkers gebruikt voor de bereiding van celvrije extracten door middel van centrifugatie. In deze celvrije extracten kunnen zeer veel cellulaire processen worden bestudeerd, zonder dat de structuur van een cel aanwezig is. Eiwit-expressie, de opbouw en afbraak van de celkern, de werking van het centrosoom en de vervaardiging van het endoplasmatisch reticulum zijn enkele processen die op deze wijze zijn bestudeerd.

## Taxonomie en indeling

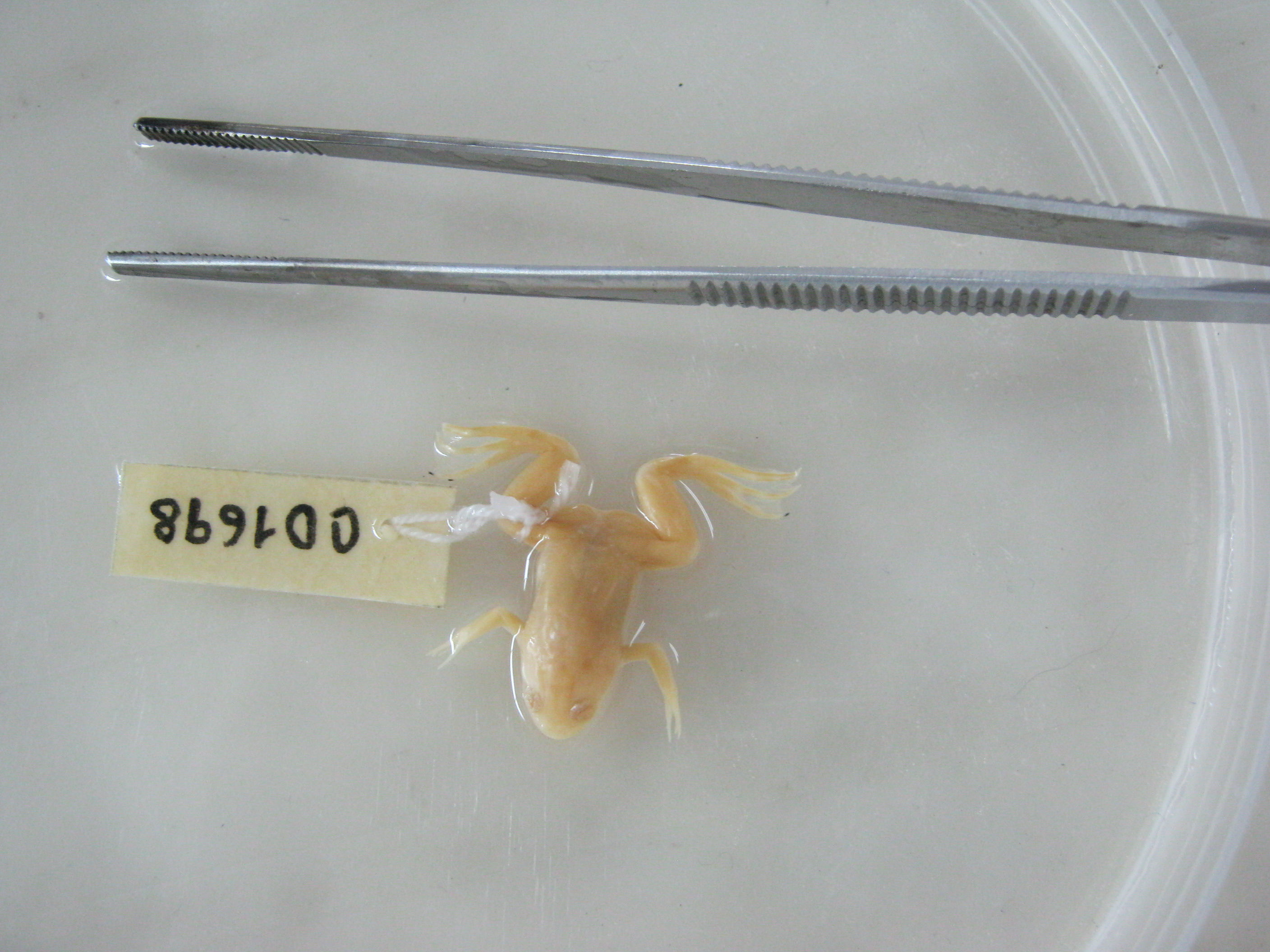
Geconserveerd exemplaar uit de collectie van de Universiteit van Valle in de stad Cali, Colombia.

De klauwkikker werd voor het eerst wetenschappelijk beschreven door Daudin in 1802. Oorspronkelijk werd de wetenschappelijke naam Bufo laevis gebruikt. Tegenwoordig wordt het geslacht Bufo tot de familie padden (Bufonidae) gerekend. Later werd de soort beschreven onder andere namen zoals Pipa laevis, Pipa bufonia, Engystoma laevis en Dactylethra laevis. Dergelijke namen worden beschouwd als verouderd en worden synoniemen genoemd.
Klauwkikkers uit het geslacht Xenopus komen allemaal voor endemisch voor in delen van Afrika, vooral in de zuidelijke delen. De verwante dwergklauwkikkers komen noordelijker voor, van grofweg Nigeria tot Congo-Kinshasa. De pipa's zijn eveneens sterk verwant maar komen voornamelijk voor in noordelijk Zuid-Amerika.
Klauwkikkers werden samen met alle andere kikkers die geen tong hebben lange tijd tot een aparte familie genaamd Aglosa gerekend. De naam Aglossa komt uit het Grieks en betekent letterlijk zonder (a) tong (glōssa). De Aglossa hebben ook afwijkende kenmerken aan de heup en werden beschouwd als de primitiefste groep van kikkers. Later drong het tot de wetenschap door dat de vertegenwoordigers van de Aglossa wel unieke kenmerken vertoonden, maar dat deze niet per se primitief hoeven te zijn. Later werd de groep Aglossa veranderd naar de huidige familienaam Pipidae, de tongloze kikkers. In veel indelingen hebben de klauwkikkers een eigen (onder)familie, genaamd Xenopodinae.
De klauwkikker werd vroeger verdeeld in vijf ondersoorten, die allemaal een iets ander uiterlijk en verspreidingsgebied hebben. Tegenwoordig worden deze ondersoorten als volwaardige soorten gezien. Voorbeelden zijn Xenopus poweri en Xenopus petersii. In de literatuur worden deze soorten soms nog als ondersoort van de klauwkikker vermeld.